# Góry Krymskie
Góry Krymskie (712) (ukr. Кримскі Гори, ros. Крымские Горы, krymskotat. Qırım Dağları) – góry na południowym wybrzeżu Półwyspu Krymskiego na Ukrainie.

## Położenie

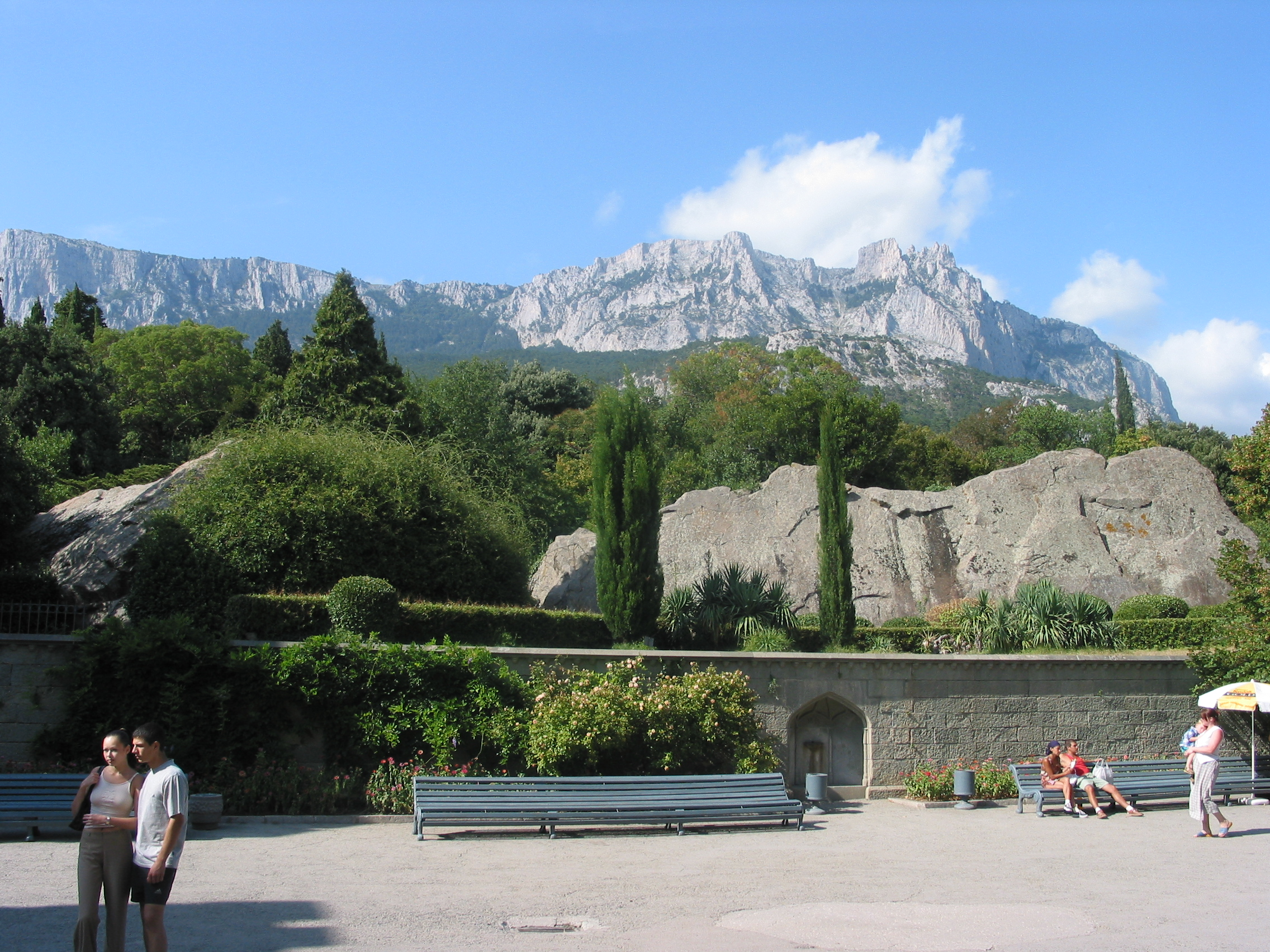
Aj-Petri w pobliżu Ałupki

Góry Krymskie znajdują się na południu Półwyspu Krymskiego i bezpośrednio graniczą z Morzem Czarnym. Jest to jedyny masyw górski na rozległym południowym pograniczu Ukrainy. Ciągną się na długości 180 km z południowego zachodu na północny wschód, szerokości do 60 km (w północno-wschodniej części pasmo zwęża się do 4–10 km), od przylądka Fiolent w pobliżu Sewastopola, do Przylądka Eliasza koło Teodozji.
Góry Krymskie na całej długości tworzą trzy równoległe pasma – zewnętrzne, środkowe i wewnętrzne. Najwyższym szczytem jest Roman-Kosz (1545 m n.p.m.). Do najbardziej znanych masywów górskich zalicza się: Karadah, Demerdżi, Czatyr-Dah, Aj-Petri, Ajudah.

## Podział
W rzeźbie gór wyróżnia się trzy równoległe pasma, rozdzielone wydłużonymi śródgórskimi obniżeniami.

### Pasmo Główne

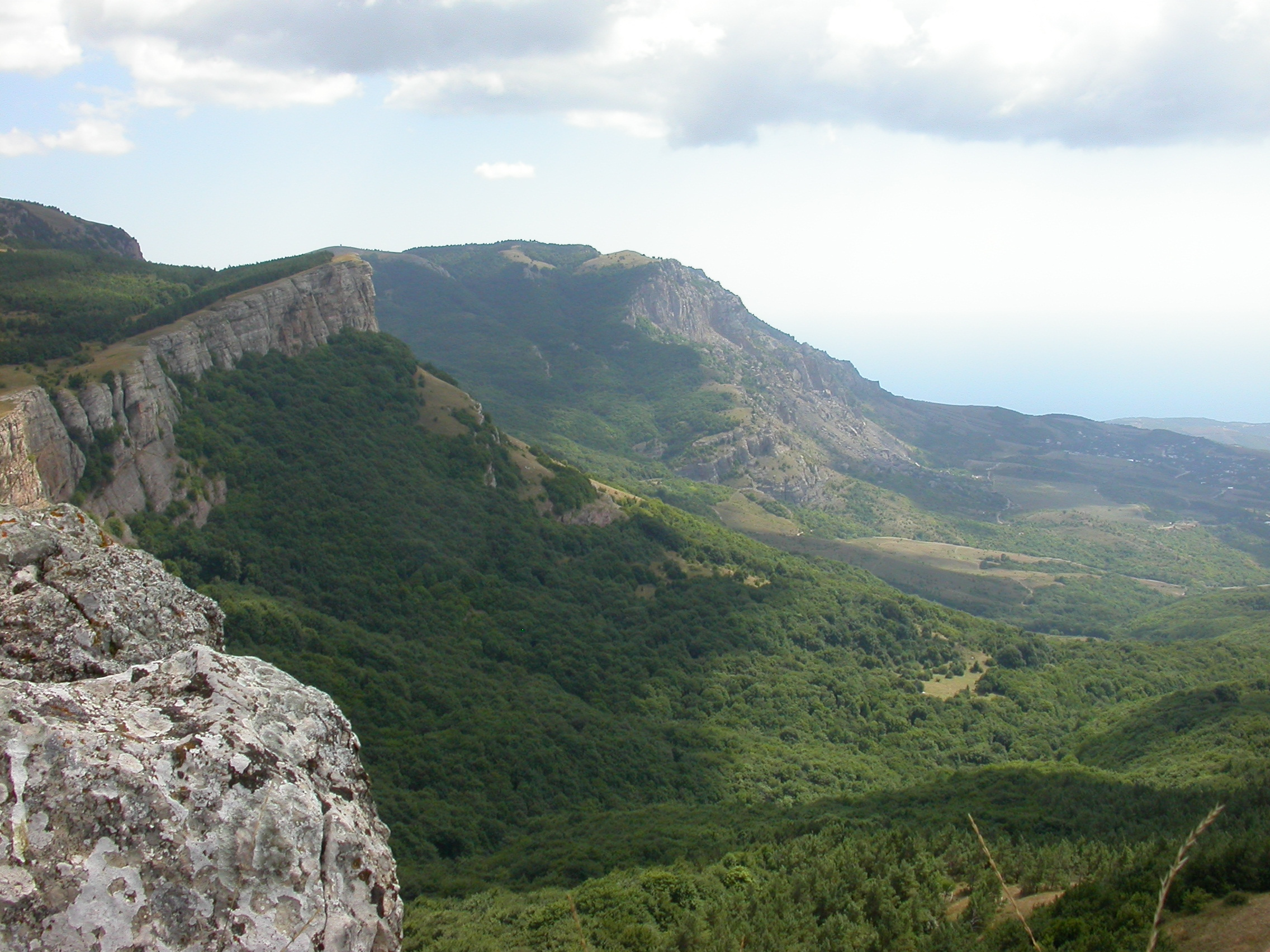
Yaylâ Dağ

Najwyższe Pasmo Główne lub Południowe rozciąga się od Bałakławy na zachodzie do Przylądka Eliasza na wschodzie. Południowe zbocza tego pasma stromo opadają w kierunku Morza Czarnego, północne natomiast są nachylone łagodnie. Pasmo jest podzielone rozłamami tektonicznymi na wyrównane, podobne do blatów stołu, masywy, płaskie wierzchowiny, nazywane po turecku jajłami (yayla).
Jajla Karabi jest najbardziej wysunięta na wschód i najbardziej rozległa. Na Jajla Babugan znajduje się najwyższy szczyt Gór Krymskich – Roman Kosz (1545 m n.p.m.). Między stromymi kuestami gór i pobrzeżem morza występują miejscami górskie amfiteatry, wychodnie utworów wulkanicznych w formie kopulastych wypiętrzeń – lakolitów (góra Ajudah, Kastel i inne). Powierzchnia jajli jest zbudowana z wapieni, co sprzyja rozwojowi zjawisk krasowych i  ich odpowiednich form (leje krasowe, jaskinie, polja, korytarze itp.). W większości przypadków jaskinie są krótkie, głębokie, mają dużą objętość i galerie znacznej wysokości. Spośród znanych obecnie około 200 zagłębień krasowych, najgłębsza jest Jaskinia Sołdacka (500 m), najdłuższa – Kyzył-Koba (13,7 km). Pierwsza znajduje się na Jajła Karabi, druga na Jajła Dołgorukiwska.
Najbardziej znana jest Jaskinia Kryształowa (inaczej Maksymowicza), położona na Jajła Aj-Petri. Jaskinia ma 200 m długości i zagłębia się na 113 m. Znajduje się w niej wiele utworów naciekowych i kryształów, są stalaktyty i stalagmity.
Charakterystyczną cechą Pasma Głównego jest występowanie w nim kanionopodobnych dolin o stromych zboczach. Największy na Ukrainie jest Wielki Kanion Krymu, położony na zboczu Jajla Aj-Petrowska. Jest to wąska (w najwęższych miejscach 3–4 m) i głęboka (240–300 m) szczelina. Kanion ma długość około 3 km. Jego dnem płynie niewielka, pełna progów rzeczka, która w przewężeniach zajmuje całą szerokość doliny. Kamienne zbocza kanionu są strome, przeważnie pionowe. Cechy kanionów mają np. malownicze brzegi rzek Czernaja i Kacza. Kanion Kaczyński miejscami wcina się na 200 m i ma wąską (150 m) dolinę. Kanion Czarnoricziński ciągnie się na długości ponad 10 km.

### Pasmo Wewnętrzne i Zewnętrzne
Od północnej strony główne Pasmo Gór Krymskich jest otoczone pasmami: Wewnętrznym i Zewnętrznym. Ich południowe stoki są strome, północne łagodnie nachylone. Przeciętna wysokość Pasma Wewnętrznego albo Środkowego wynosi 450–600 m n.p.m., najwyższa – 738 m n.p.m. (góra Ku-Bałacz). Płaskowyżowa południowo-zachodnia część Pasma Wewnętrznego znana jest jako Góry Makenzi. Równolegle do tego pasma ciągnie się Pasmo Zewnętrzne lub Północne. Jego wysokości nie przekraczają 350 m n.p.m. Pasmo Zewnętrzne obniża się stopniowo w kierunku północnym i przechodzi w równinę. Pasma Wewnętrzne i Zewnętrzne miejscami są słabo dostrzegalne w rzeźbie terenu. Najbardziej wyraziście zarysowują się w okolicach Symferopola, Bachczysaraja i w kilku innych miejscach.

## Geologia
Góry Krymskie zbudowane są ze zmetamorfizowanych utworów różnych okresów ery mezozoicznej. Ukształtowały się w orogenezie alpejskiej. Występują łupki, argility, wapienie. Zasoby mineralno-surowcowe Gór Krymskich to różnorodne materiały budowlane: marmur, wapień budowlany, surowce do produkcji cementu. Spotyka się również glinki bentonitowe, wapienie topnikowe, kryształy górskie, agaty, opale, jaspisy, ametysty.
W erze mezozoicznej na Krymie występowały procesy wulkaniczne, co potwierdza obecność wygasłych wulkanów, bomb wulkanicznych, wychodnie lawy, tufy wulkaniczne. Pochodzenia wulkanicznego jest między innymi wygasły wulkaniczny masyw Karadah (574 m n.p.m.), który wypiętrza się na skrajnym wschodzie Gór Krymskich.

## Klimat

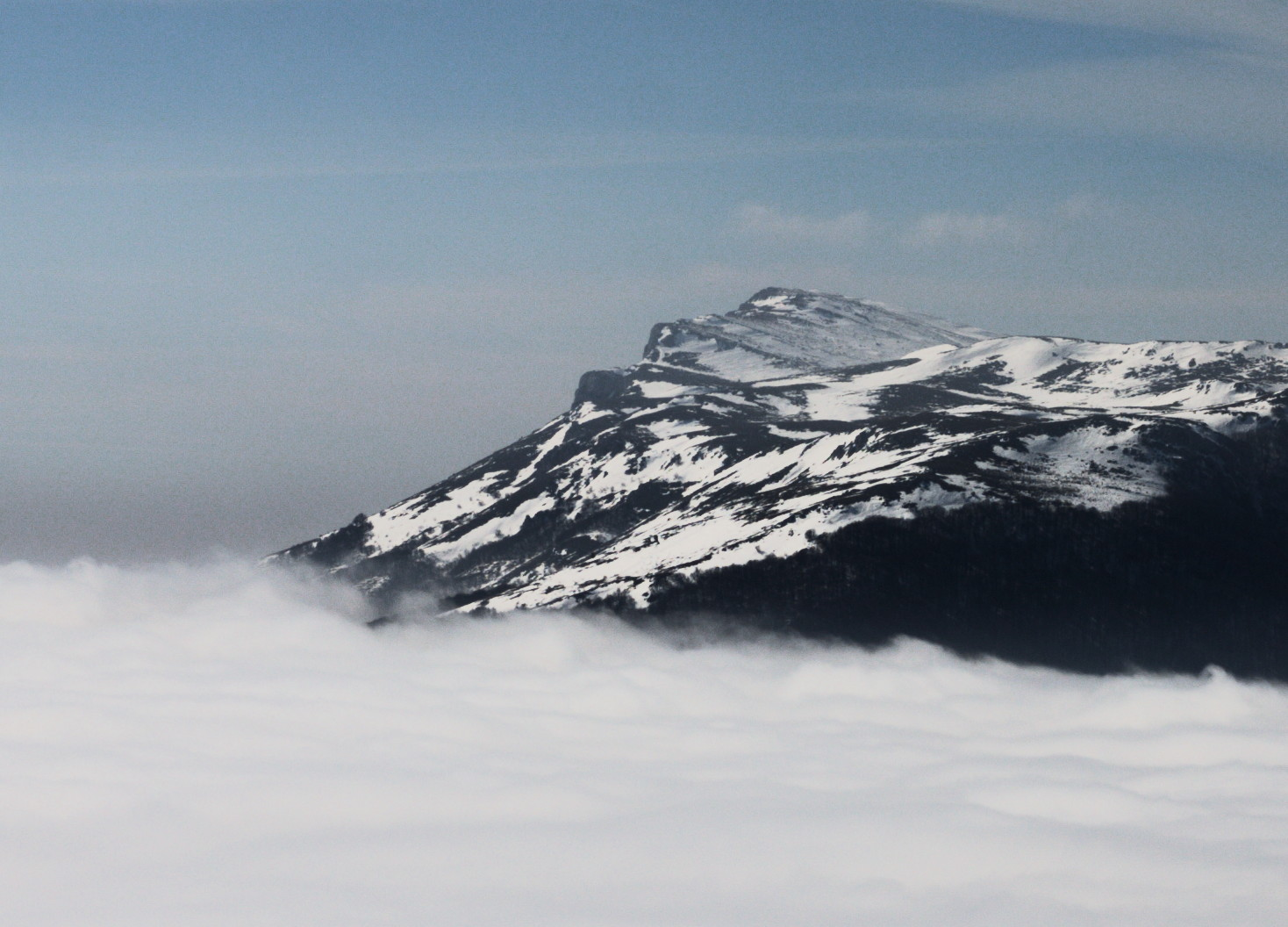
Szczyt Eklizi-Burun

Klimat Krymu jest umiarkowanie kontynentalny. Na południowym brzegu Krymu, który jest częścią składową Gór Krymskich, charakterystyczne są cechy klimatu północnej części strefy podzwrotnikowej. Temperatura w najchłodniejszym miesiącu roku waha się od −3,8 °C w górach do 4 °C na południowym wybrzeżu Krymu, w najcieplejszym miesiącu – odpowiednio od 15,6 °C do 24 °C. Roczny bilans słoneczny w górach wynosi prawie 1973 MJ/m², na południowym brzegu Krymu 2332–2488 MJ/m². Jest to najwyższy wskaźnik na Ukrainie. Góry Krymskie charakteryzują się znaczną wysokością opadów, co zależy od wysokości i kierunków rozciągania się grzbietów górskich i usytuowanych między nimi dolin. Przeciętna ilość opadów waha się od 900 do 1100 mm. Na obszarach przedgórskich ilość opadów zmniejsza się do 500–600 mm, a na południowym wybrzeżu Krymu do 300–600 mm.
Na południowym pobrzeżu Krymu w okresie chłodnym (późna jesień, zima) przeważają opady w formie deszczu. Śnieg spada zimą jedynie na znacznych wysokościach. W Górach Krymskich, zwłaszcza w południowo-wschodniej części wybrzeża Morza Czarnego występują lawiny błotne (siele), a także deszcze nawalne, które powodują erozję gleb i inne negatywne zjawiska. Góry Krymskie są rejonem Ukrainy, gdzie najczęściej i o największym natężeniu występują opady gradu (6–8 dni w roku). Zimą z wysokich, okrytych śniegami Gór Krymskich (jajle: Aj-Petrowska, Nikitska, Babugan, Czatyr-Dah) schodzą lawiny śnieżne.
W Górach Krymskich, najczęściej wiosną i jesienią, wieją suche oraz ciepłe wiatry typu fenowego. Występują na ogół niezbyt długo, od kilku godzin do kilku dób, powodują jednak przyspieszone tajenie śniegu i wywołują lawiny śnieżne. Dla przybrzeżnych rejonów gór charakterystyczne są wiatry bryzowe.
Klimat płaskich lub lekko sfalowanych obszarów nadbrzeżnych jest podzwrotnikowy morski (śródziemnomorski). Zimy są ciepłe i wilgotne. Południowe pobrzeże Krymu jest najcieplejszym regionem Ukrainy. Opady są niewielkie, w większości występują zimą. Naturalna roślinność zajmuje niewielkie powierzchnie. Są to niskopienne lasy dębowe, zarośla jałowca drzewiastego, dzikiej pistacji, drzewa poziomkowego.  Pojawia się roślinność wiecznie zielona (azalia pontyjska, czyst krymski), jak również cyprysy, cedry, magnolie i platany.

## Rzeki
Góry odgrywają zasadniczą rolę w kształtowaniu reżymu wodnego całego Krymu, zarówno wód powierzchniowych, jak i podziemnych. Rzeki mające źródła w górach uchodzą do Morza Czarnego lub Morza Azowskiego. Są krótkie, o nierównomiernym przepływie.
Większość z nich ma źródła w Paśmie Głównym i płynie w kierunku południowo-zachodnim, północnym i częściowo północno-wschodnim. Doliny niektórych rzek mają kształt kanionów. Zasilanie rzek Gór Krymskich jest przeważnie deszczowe. Część rzek zasilana jest wodami podziemnymi lub wodami roztopowymi. Z północnych zboczy spływają: Czernaja, Belbek, Kacza, Sałhyr, a z południowych: Uczansu, Derekojka i inne. Niektóre rzeki latem wysychają. Na rzece Czernaja zbudowano Zbiornik Czarnorinczyński, a na rzece Sałhyr – Zbiornik Symferopolski. Wody z tych zbiorników wykorzystywane są dla potrzeb ludności i gospodarki przyległych ubogich w wodę rejonów.

## Gleby
W Górach Krymskich występuje piętrowość wysokościowa. Odnosi się to do wielu komponentów przyrody – klimatu, zasobów wodnych, a zwłaszcza pokrywy glebowej i roślinności. Piętrowość wysokościowa Gór Krymskich jest specyficzna. Jeżeli, na przykład, w Karpatach ponad strefą lasów występują piętra subalpejskie i alpejskie (połoniny), to w niższych Górach Krymskich piętro lasów kończy się na płaskich, lekko sfałdowanych jajlach.
Lasy rosną na wysokości od 750–1000 m n.p.m. do 1200–1400 m n.p.m. i ustępują piętru stepów. Obserwuje się pozorne zaburzenie piętrowości wysokościowej: piętro stepowe występuje nie poniżej, a powyżej piętra lasów. Jest to zjawisko charakterystyczne wyłącznie dla Gór Krymskich. Jego przyczyną są silnie rozwinięte zjawiska krasowe: w zagłębienia krasowe spływają wody deszczowe, których jest 2–3 razy więcej niż w rejonach przedgórskich. Dlatego wilgotność gleby, która jest ważnym czynnikiem glebotwórczym, jest w przybliżeniu taka sama, jak w piętrach lasów i lasostepu, które leżą niżej.
Pokrywa glebowa Gór Krymskich jest zróżnicowana i podporządkowana piętrowości wysokościowej. Na przedgórzu przeważają czarnoziemy, wykształcone na utworach węglanowych, a także darniowo-węglanowe gleby brązowe; w górsko-leśnej strefie – gleby brunatne, a na jajłach – gleby górsko-łąkowe (zbliżone do czarnoziemów) i czarnoziemy górskie.

## Roślinność
W górach, zwłaszcza na obszarach słabiej rolniczo zagospodarowanych w rejonach śródgórskich, stosunkowo dobrze zachowała się roślinność naturalna, przeważnie leśna. Wynika to z surowego przestrzegania reguł wyrębu lasów i stosowania na szeroką skalę działań z zakresu ochrony przyrody. Udział obszarów chronionych stanowi prawie 10% całej powierzchni Gór Krymskich. Jest to najwyższy wskaźnik udziału obszarów chronionych w porównaniu z innymi strefami przyrodniczo-geograficznymi i terenami górskimi Ukrainy.

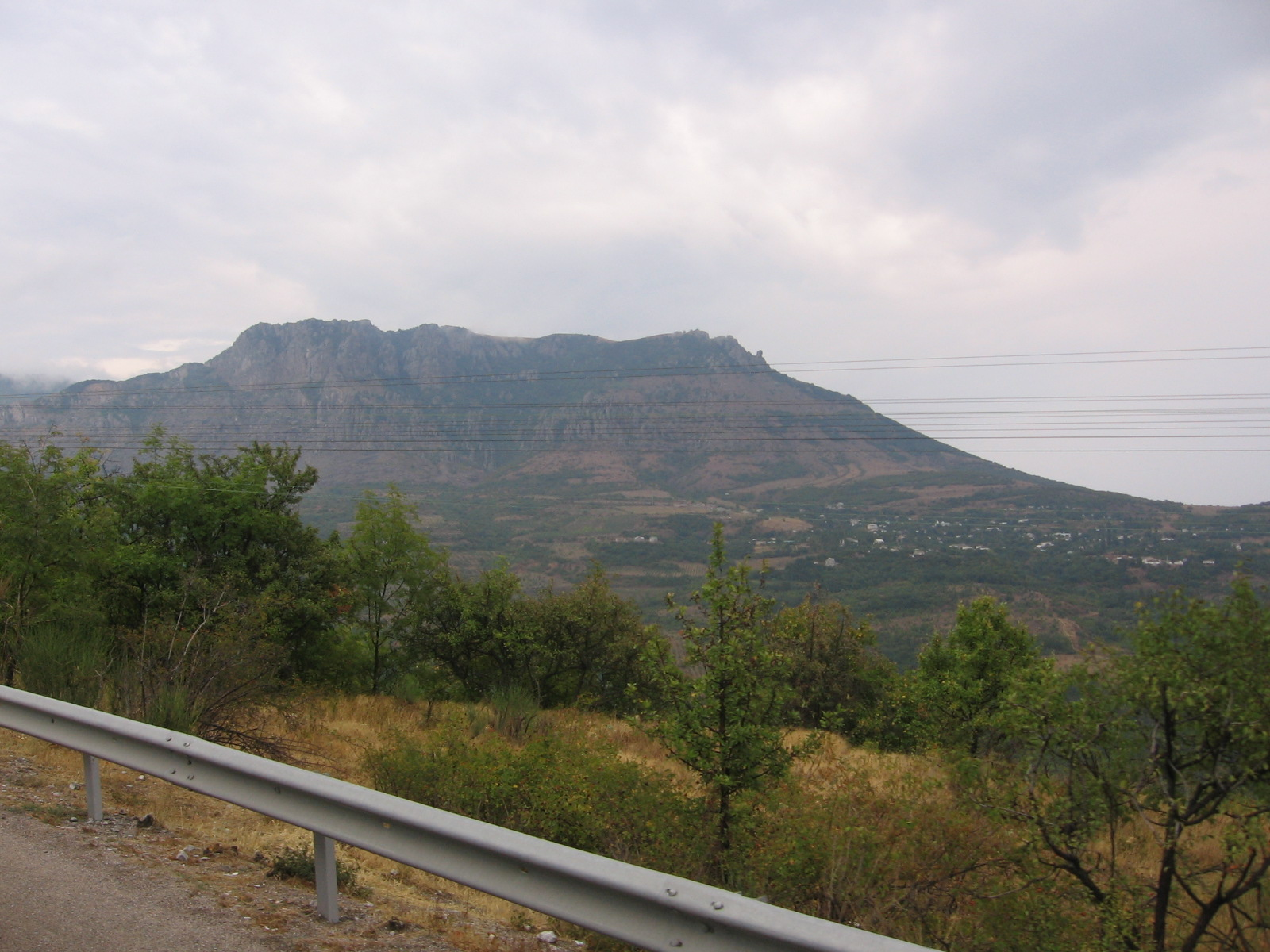
Demerdży

Znaczną część powierzchni Gór Krymskich zajmują lasy (97% powierzchni leśnej całego Krymu), które występują we wszystkich rejonach gór niskich i średniowysokich Krymu. W górach Krymu przeważają lasy dębowe, na które przypada prawie 2/3 wszystkich kompleksów leśnych; prawie 1/3 powierzchni leśnej zajmują buki i sosny. Dość powszechne są także grab, głóg, cis jagodowy, leszczyna, dzika róża, tarnina. Górski Krym jest ważnym rejonem występowania i zbiorów roślin leczniczych. Na przedgórzach i jajłach rośnie roślinność łąkowo-stepowa, w dolnej suchej części południowego pobrzeża Krymu – roślinność sucholubna i wiecznie zielona roślinność parkowa (cyprys, magnolia, mirt, laur i inne), a także niskopienne lasy.
Góry Krymskie dzielą się na trzy obszary fizycznogeograficzne: przedgórski lasostepowy, górski łąkowo-leśny Pasma Głównego i południowy nadbrzeżny subśródziemnomorski.
Przedgórski obszar lasostepowy zajmuje Wewnętrzne i Zewnętrzne Pasmo Gór Krymskich i graniczy z Krymem stepowym. Oba te pasma ukształtowały się w kimeryjskiej fazie górotwórczej.
Pasmo Wewnętrzne pocięte jest przez rzeki, które tworzą głębokie kaniony (Belbecki, Kaczyński). Często występują izolowane góry – ostańce, na przykład Czufut-Kale, Tepe-Kermen, Eski-Kermen. Spotyka się różnorodne jaskinie i groty. W niektórych miejscach występują świetliste dąbrowy z trawiasto-zielną pokrywą terenu.
W strukturze krajobrazowej Pasma Zewnętrznego przeważają obszary z trawiastą pokrywą stepową, porastającą na cienkiej warstwie czarnoziemów, oraz obszary zagajników krzaczastych porastających na glebach darniowo-węglanowych i brunatnych.

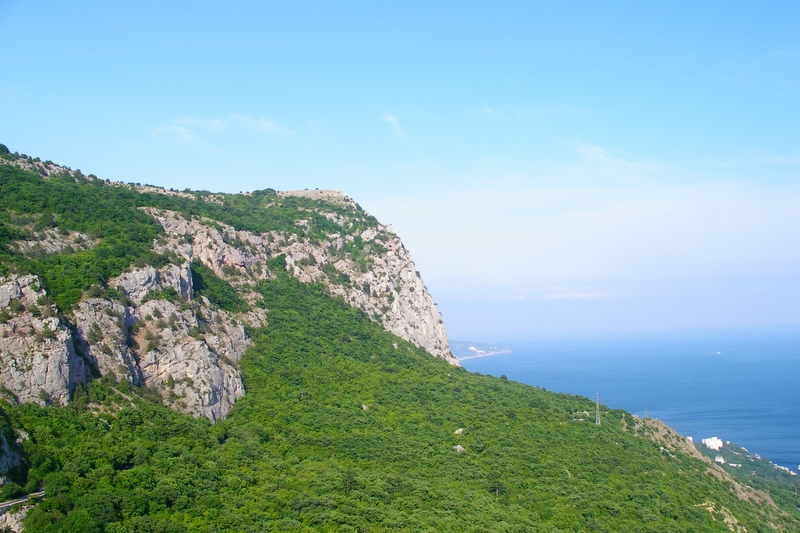

Górski obszar łąkowo-leśny stanowi najwyższą część Gór Krymskich. Ciągnie się na długości 180 km z zachodu na północny wschód. Jego szerokość wynosi 15–30 km. Północne zbocza obszaru są łagodne, natomiast południowe – strome, potężnymi obrywami spadają w kierunku południowego wybrzeża Krymu. Znajdują się tam najwyższe i najbardziej znane szczyty Gór Krymskich oraz płaskie niby stół masywy jajl. Na jajłach mają źródła prawie wszystkie rzeki półwyspu: Alma, Kacza, Belbek, Bijuk-Karasu, Sałhir, Czernaja i inne.
Pasmo Główne charakteryzuje się wyraźnie dostrzegalną piętrowością krajobrazów. Górne piętro tworzą skrasowiałe płaskowyże pokryte pseudo-czarnoziemami i glebami darniowo-brunatnymi, na których porastają lasy bukowo-grabowo-sosnowe i łąki. Na zboczach przeważają lasy dębowe, a wzdłuż północnego podnóża – lasy grabowe. Cechą charakterystyczną są dość licznie występujące rośliny rzadkie, reliktowe i endemiczne oraz rzadkie gatunki zwierząt. Na tym obszarze istnieje wiele rezerwatów przyrody i miejsc chronionych.
Południowy nadbrzeżny obszar subśródziemnomorski jest położony na południowych zboczach Głównego Pasma Gór Krymskich. Sięga do wysokości 500–1500 m n.p.m. Miejscami pobrzeże rozszerza się i tworzy amfiteatry. Największymi są: Jałtański (szerokość około 12 km), Ałusztański i Gurzuwski. Na stromych zboczach gór w wielu miejscach występują osuwiska i obrywy.

## Fauna
Występują gatunki charakterystyczne dla obszarów przyległych: jeleń krymski, borsuk, lis, dzik i inne. Z rzadkich ptaków spotyka się sępa kasztanowatego, sokoła wędrownego i krogulca. Różnorodny jest świat gadów i płazów (połoz, żaby, jaszczurki, traszki), mięczaków, owadów i pająków.

## Literatura
- Fedir Zastawnyj, Witold Kusiński, Ukraina. Przyroda – Ludność – Gospodarka, Warszawa: Dialog, 2003, ISBN 83-88938-60-6. Brak numerów stron w książce